# Trnjanski Kuti
Trnjanski Kuti jesu naselje u Brodsko-posavskoj županiji u sastavu općine Oprisavci.

## Zemljopis
Naselje se nalazi između autoceste i rijeke Save, 12 km jugoistočno od Slavonskog Broda, 4 km jugozapadno od Oprisavaca.

## Stanovništvo
Prema popisu stanovništva iz 2021. godine Trnjanski Kuti imali su 284 stanovnika. 
| broj stanovnika | 430   | 393   | 383   | 381   | 431   | 498   | 446   | 515   | 515   | 537   | 495   | 428   | 361   | 369   | 339   | 345   | 284   |
|                 | 1857. | 1869. | 1880. | 1890. | 1900. | 1910. | 1921. | 1931. | 1948. | 1953. | 1961. | 1971. | 1981. | 1991. | 2001. | 2011. | 2021. |

## Povijest
Prvi puta se spominje u komorskom popisu 1698. godine pod nazivom Kuti. Tada je opisano ovako:[nedostaje izvor]
"Ovo mjesto ima dosta lijep položaj. Uz Savu je pa ga ona često poplavi. Selo se od pamtivjeka zvalo Kuti. Udaljeno je od Broda jednu, od Osijeka 7, a od Petrovaradina oko 20 ugarskih milja.
Svi su stanovnici u osmansko doba bili kmetovi; sada su graničari koji, zbog oskudice i nedostatka kmetova, vrše i kmetske usluge. Uz to, dužni su besplatno obavljati stalne straže na Savi i na granici prema Doboju. Vjeroispovjedi su rimokatoličke.
Imaju 12 prilično ugodnih kuća sagrađenih od oblovine, pokrivenih korama. Imaju dva narodna selišta. Teritorij ovog posjeda prostire se uokolo u daljinu jednu njemačku milju. S istoka mu je selo Poljanci, sa zapada selo Ruščica, s juga selo Bebrina, sa sjevera selo Zadubravlje.
Granice su mu: s istoka Sokol, osmanslta prekosavska granica, sa zapada Brod, s juga Doboj, a sa sjevera Našice.
Selo ima, u ravnici, oko 100 jutara oranica i neobrađena zemljišta koje ne plavi lijeka Sava. Ima oko 5 jutara prekosavskih rtova, oko 35 jutara boljih sjenokoša te oko 150 jutara šuma za loženje te hrastovih, a najviše johovih, prikladnih za bolje građevine.
Ne nazire se mjesto neke crkvene ili svjetovne kamene građevine. Nemaju vodenicu, nego se donekle služe Savom. Na ovom terenu ima oko 70 jutara žironosnih hrastovih šuma. Od vremena izgona Osmanlija, stanovnici ovog posjeda, bez poreza, ribare na Savi i njezinim pritokama."
- 1730. godine selo ima 20 kuća i kapelu sv. Luke
- 1746. godine selo ima 30 kuća sa 142 katolika
- 1760. godine selo ima 41 kuću, 53 obitelji i 309 katolika
- 1769. godine selo ima 40 kuća, 68 obitelji i 352 katolika
- 1775. godine selo ima 33 kuće, 52 obitelji i 271 katolika
- 1837. godine selo ima 393 stanovnika
- 1847. godine sagrađena je crkva sv. Luke Evanđelista
- 1857. godine selo ima 430 stanovnika
- 1890. godine selo ima 381 stanovnika
- 1931. godine selo ima 515 stanovnika
- 1953. godine selo ima 537 stanovnika
- 1991. godine selo ima 369 stanovnika[4]

O Kutima uz vojni zemljovid iz 1780. godine piše:
"Selo leži na nešto povišenom polju. Sa zapadne i s južne strane okruženo je velikom barom zvanom Jelas i drugim barskim grabama. Bara Jelas obrasla je gustišem, a godinama rijetko kad presuši toliko da bi bila prohodna. Bara Jelas plavi duboke muljevite grabe koje iz nje istječu. Od tih graba prolaznim su putovima za suha vremena prohodne ove grabe: Grajina pretoka i Pošena, kod Klakara zvana Bebrinica. Graba Biđ na putu prema Zadubravlju premošćena je drevnim mostom. (...) Časnički stan u selu drvene je građe"

## Sport
- NK Naprijed Trnjanski Kuti